# Mitogeen
Een mitogeen is een chemische stof, gewoonlijk een bepaalde vorm van een proteïne, die de celdeling bevordert doordat het cellen aanzet tot de mitose. Mitogenen zorgen voor het opstarten van reactiepaden voor signaaltransductie, waarbij het mitogeen-geactiveerde proteïne kinase is betrokken, dat op zijn beurt zorgt voor het op gang brengen van het mitoseproces. Mitogenen activeren celdelingen bij B- en T-cellen.
Een belangrijke groep van mitogenen zijn de lectinen, suikerbindende proteïnen, die zich specifiek aan het glycoproteïne voor het membraan van verschillende cellen bindt, met inbegrip van de lymfocyten. Lectinen zorgen vaak voor agglutinaties, samenklontering, hetgeen celactivering en ontwikkeling van de cel tot gevolg heeft. Enkele lectinen activeren speciaal B-cellen, andere uitsluitend T-cellen, weer andere beide celtypen. Niet alle mitogenen zijn lectinen. Het lipopolysacharide toxine uit de celwanden van gram-negatieve bacteriën is onafhankelijk van de thymus. Ze activeren de B-cellen direct, ongeacht hun antigene specificiteit.
Mitogenen zorgen er ook voor dat het enzym PTGS2 prostaglandine-endoperoxide synthase 2 wordt geactiveerd.

## Gebruik bij de immunologie
Plasmacellen zijn zover gedifferentieerd dat ze geen mitose meer kunnen ondergaan. B-geheugencellen kunnen wel in aantal toenemen en meer B-geheugencellen of plasma B-cellen vormen. Plasma B cellen kunnen aan de mitose deelnemen wanneer ze een antigeen tegenkomen dat met hun immunoglobuline overeenkomt. Mitogenen worden dikwijls gebruikt voor het stimuleren van lymfocyten en hebben daarom een functie in het immuunsysteem.
De meest gebruikte mitogenen in de laboratoria voor geneeskunde zijn:
| naam                                                           | werking op T-cellen | werking op B-cellen |
| -------------------------------------------------------------- | ------------------- | ------------------- |
| fytohemagglutinine PHA                                         | ja                  | nee                 |
| concanavaline A conA                                           | ja                  | nee                 |
| lipopolysacharide LPS                                          | nee                 | ja                  |
| mitogeen van de westerse karmozijnbes PWM van pokeweed mitogen | ja                  | ja                  |